# I can’t get no gratisfaction
I can’t get no gratisfaction – drugi singel promujący album !TO! grupy Strachy Na Lachy. Tekstem Grabaż komentuje pseudofanów oraz tzw. hejterów - internautów, którzy swój czas spędzają na wypisywaniu niepochlebnych komentarzy. Premierę radiową miał 11 stycznia 2013 na antenie radia Eska Rock w audycji NRD. Piosenka to numer 5. na płycie CD oraz A5. na winylu.

## Notowania
| Lista                                  | Pozycja |
| -------------------------------------- | ------- |
| Lista Przebojów Programu Trzeciego     | 5       |
| Lista Przebojów Raga Top Radia Olsztyn | 8       |
| Lista Przebojów Radia Merkury          | 1       |
| Lista Przebojów UWUEMKA                | 2       |
| Szczecińska Lista Przebojów            | 1       |
| Polish National Top                    | 6       |

## Teledysk
Premiera wideoklipu, wyreżyserowanego przez ekipę Guzik Owcy (Radek Wysocki, Piotr "Pitold" Maciejewski), odbyła się 21 stycznia 2013 w serwisie YouTube. W teledysku gościnnie wystąpił dziennikarz "Gazety Wyborczej" - Igor Morski.